# Colm Condon
Colm Patrick Condon (* 16. Juli 1921 in Ashbourne, County Meath, Irland; † 9. August 2008 in Sandymount, Dublin) war ein irischer Rechtsanwalt (Barrister) und Attorney General of Ireland von 1965 bis 1973.

## Biografie
Condon wurde als drittes Kind des IRA-Aktivisten Thomas Condon und der Lehrerin Margaret McGuire geboren. Condon studierte Rechtswissenschaften am University College Dublin. 1944 wurde er zur Rechtsanwaltschaft zugelassen und wurde 1959 zum Senior Counsel ernannt. Der Taoiseach Seán Lemass ernannte ihn am 16. März 1965 zum Attorney General of Ireland. Auch der Nachfolger Lemass’ Jack Lynch behielt Condon im Amt. 
Im Anschluss an die sog. Waffenkrise vertrat er den Staat im Prozess in Dublin.
1972 führte er Klage gegen das Vereinigte Königreich vor dem EGMR wegen des brutalen Vorgehens in Nordirland.
Condon war zweimal verheiratet: 1955 heiratete er Stephanie Powers, mit der er zwei Töchter und zwei Söhne hatte. Nach dem Tod seiner ersten Frau heiratete er Jacqueline Owens.